# Mỹ Lộc, Phù Mỹ
Mỹ Lộc là một xã thuộc huyện Phù Mỹ, tỉnh Bình Định, Việt Nam.

## Địa lý
Xã Mỹ Lộc có diện tích 36,91 km², dân số năm 1999 là 7.417 người, mật độ dân số đạt 201 người/km².

## Hành chính
Xã Mỹ Lộc được chia thành 9 thôn: An Bão, An Tường, Cửu Thành, Nghĩa Lộc, Tân Lộc, Tân Ốc, Vạn Định, Vạn Phú, Vĩnh Thuận.